# Lago Parime
Lago Parime ou Lago Parima é um lago lendário localizado na América do Sul. Dizia-se que era a localização da lendária cidade de Eldorado, também conhecida como Manoa, muito procurada pelos exploradores europeus. Repetidas tentativas de encontrar o lago não confirmaram sua existência, e foi descartado como mito junto com a cidade. A busca de Parime levou os exploradores a mapear os rios e outras características do sul da Venezuela, norte do Brasil e sudoeste da Guiana, antes que a existência do lago fosse definitivamente refutada no início do século XIX. Alguns exploradores propuseram que a inundação sazonal da cerrado do Rupununi pode ter sido erroneamente identificada como um lago. Investigações geológicas recentes sugerem que um lago pode ter existido no norte do Brasil, mas que secou algum tempo no século XVIII. Acredita-se que tanto "Manoa" (em arauaque) quanto "Parime" (em galibi) signifiquem "grande lago".